# グラブハブ
グラブハブ（英語: Grubhub）は、シカゴに拠点を置くフードデリバリー企業。同社は875万以上のユーザーを有し、米国と英国の1100以上の都市に存在する5万店ものレストランパートナーが存在する。現在はジャストイート・テイクアウェイドットコムの傘下にある。

## 概観
1999年、「Seamless（シームレス）」は時代遅れの紙のメニューにうんざりしていたジェイソン・フィンガーと同僚の2人の弁護士によって創設された。2004年に「Grubhub（グラブハブ）」は紙のメニューの代替を模索していたマシュー・マロニーとミカエル・エヴァンズの2人のウェブデペロッパーによって創設された。
2013年、グラブハブとシームレスは合併した。合併後の組織「グラブハブ」は2014年の4月にニューヨーク証券取引所に上場した（ティッカーシンボルは「GRUB」）。
グラブハブの役員は以下の通り（2017年8月時点）:
- マット・マロニー：社長兼最高経営責任者(CEO)
- アダム・デューイット：最高財務責任者(CFO)
- スタン・シア：最高執行責任者(COO)
- バーバラ・マーティン・コッポラ：最高マーケティング責任者(CMO)
- マリア・ベルーソバ：最高技術責任者(CTO)
- サデブ・バラクリシュナン：製品担当上級副社長
- マーゴ・ドラッカー：上級副社長、法律顧問、書記
- ケリー・バーリン ：人事担当上級副社長
- ブライアン・マカンドリューズ：取締役会会長

2017年Q1時点で、同社は一日につき32万4600件以上の注文を処理しており、875万人のアクティブユーザーがいるという。
2021年6月、ジャストイート・テイクアウェイドットコムによる買収が完了し、100％子会社となった。

## ブランド
グラブハブのブランドとして「シームレス」「AllMenus」「MenuPages」「Restraunts on the Run」「DiningIn」「Delivered Dish」「LAbite」がある。グラブハブはオンラインとモバイルの食品注文サービス企業である。ユーザーはグラブハブのウェブサイトまたはiOSとAndroidデバイス用のモバイルアプリから注文でき、現金、クレジット、またはペイパルで支払いができる。シームレスはオンラインとモバイルの食品注文プラットフォームである。
「MenuPages」は2011年9月にシームレスによって買収された。「Allmenus」は2011年9月にグラブハブによって買収された。マサチューセッツ州ブライトンに拠点を置くオンライン注文・食品配達企業「DiningIn」は2015年2月にグラブハブによって買収された。DiningInはボストン、シカゴ、ダラス、フィラデルフィアおよび双子都市で営業している。カリフォルニア州アリソ・ビエホに拠点を置く企業向け食品配達企業「Restaurants on the Run」は2015年2月にグラブハブによって買収された。Restaurants on the Runはオレンジ郡、サンディエゴ、インランド・エンパイア、ロサンゼルス、サンフランシスコ、ラスベガス、シアトル、ヒューストン、タルサおよびシカゴで営業している。
2015年12月、グラブハブはデンバー、ラスベガス、サンディエゴ、ポートランド、エルパソ、アルバカーキを含む太平洋北西部と南西部の7つの市場でレストラン料理配達サービスを行う「Delivered Dish」を買収した。2016年5月には米国で最大のレストラン料理配達サービス企業の一つ「LAbite」がグラブハブによって買収された。

## 歴史

### グラブハブの歴史
シカゴに拠点を置くグラブハブは紙のメニュー表に代わるものを模索していたマイク・エヴァンズとマット・マロニーによって2004年に設立された。2年後の2006年にマロニーとエヴァンズはシカゴ大学ブース・スクール・オブ・ビジネスでの「エドワード・L・カプラン・ニューベンチャーチャレンジ」においてグラブハブの事業プランで一位を獲得した。
2007年11月、グラブハブはアミカス・キャピタルとオリジン・ベンチャーズが率いるシリーズA資金調達ラウンドで110万ドルを調達したことでサンフランシスコとニューヨークへ市場を拡大することができた。
2009年3月、グラブハブはオリジン・ベンチャーズとレオ・キャピタルが率いるシリーズB資金調達ラウンドで200万ドルを調達し、その後2010年11月にベンチマーク・キャピタルが率いるシリーズC資金調達ラウンドで1100万ドルを調達した。2011年3月のDAGベンチャーズが率いるシリーズDラウンドでは2000万ドルを調達した。
2011年9月、グラブハブはシリーズEラウンドで5000万ドルを確保し、ニューヨークに拠点を置くライバル企業で「Allmenus」と「Campusfood」の親会社でもある「Dotmenu（ドットメニュー）」を買収した。2015年12月、グラブハブはデンバーやラスベガス、サンディエゴ、ポートランド、エルパソおよびアルバカーキを含む太平洋港北西部と南西部に渡る7つの市場でレストラン料理配達サービスを行う「Delivered Dish」を買収した。2016年5月にグラブハブはロサンゼルスに拠点を置くレストラン料理配達サービス企業の「LAbite」を買収した。

### シームレスの歴史
1999年、ニューヨークの弁護士ジェイソン・フィンガーがレストランと仕出し屋から食事を注文できるwebベースシステムを企業に提供する「SeamlessWeb（シームレスウェブ）」を創設した。6年後の2005年にシームレスウェブが既存の法人注文サービスの補足として一般向けの無料注文サービスを導入した。2006年4月、シームレスウェブはAramarkによって買収され、フード、ホスピタリティ、ファシリティ部門に統合された。
ジョナサン・ザバスキーが2009年にシームレスの社長に指名され、2011年6月までにシームレスはボストンに本社を置くスペクトラム・エクイティが、5000万ドルでAramarkからシームレスの少数株を取得したことで、シームレスは再び独自に運営することになった。その後同社は企業名を「シームレスウェブ」から「Seamless（シームレス）」に変更した。
2011年9月、シームレスは「MenuPages」を買収し、2012年2月には業界初のiPadアプリをリリースした。

### グラブハブとシームレスの合併
2013年5月、グラブハブとシームレスは、両社が合併すると発表し、合併後の株式の58%をシームレスが取得し、グラブハブは株式の42%を取得するとされた。合併は2013年8月上旬に完了した。

### IPO
グラブハブは2014年の4月にニューヨーク証券取引所に上場した。ティッカーシンボルは「GRUB」。

### 配達
2014年6月、グラブハブは自社で配達サービス事業を運営していないレストランへの配達サービスの提供を始めた。グラブハブは現在では米国で50以上の市場で配達を行っている（公表されている市場地域としてアトランタ、フェニックス、フィラデルフィア、ロサンゼルス、サンフランシスコ / ベイエリア、ワシントンD.C.、フロリダ州南東部、ポートランド、デンバー、ピッツバーグ、デトロイト、サンディエゴ、ブルックリン/クイーンズ〈ニューヨーク市〉、シカゴおよびラスベガスが含まれる）。
グラブハブのイギリスでの競合企業としてDeliveroo、Just Eat、およびHungryhouseが存在する。米国ではYelp、Eat24、InstacartおよびUberなどと競合している。

## 論争
2016年11月10日、大統領選挙でのドナルド・トランプ勝利後、グラブハブのマット・マロニーCEOは社員に送った社内メモで「ドナルド・トランプの国家主義的、反移民及び憎むべき政策」を拒絶すると述べていた。ワシントン・タイムズ紙はマロニーが「11月8日の選挙の後で政治の長話を浴びせ、（社員の大半の）反トランプの意見に同意しない者は辞めるべきだと述べていた」と報じた。
Twitter上でのボイコット運動が始まった後、マロニーは後に自身の言葉が「誤解された」とし、「私はもしトランプに投票した人がいたとしても辞職を求めたりはしていないことを明確にしておきたい。私はそのような要求を決してしない。それとは反対にEメールのメッセージは職場での差別的活動や憎しみに満ちた発言は許さず、我々の社員のために立ち上がるというものだ」と付け加えた 。その後削除されたツイートでマロニーは「はっきりさせよう。グラブハブは憎しみを許容していないし全ての従業員を誇りに思っている。トランプに投票した人に対してもだ」と付け加えていた 。火曜の夜までにハッシュタグ「#BoycottGrubHub」がTwitterのトレンドに登場した。
論争の後の2016年11月11日に株価が5.93%急落した。

## 役員による予定株式売却
グラブハブのマット・マロニー社長兼CEOは、年間を通じて株式を予定売却している。
2016年10月24日、マット・マロニー（社長兼CEO）は平均額43.55ドルで1万4491株（総額63万1083ドル5セント）売却した。
11月7日、マロニーは企業の株を1株37.80ドルで1万4491株分売却し、54万7759ドル80セントの利益を手にした。一連の売却後にマロニーが直接所有している企業の株は1649株（約6万2332ドル20セント相当）になっている。この売却は証券取引委員会に提出された資料により開示された
証券取引委員会に提出されたForm4資料によれば2016年12月19日にマロニーは1万4491株（一株37.46ドル）を売却した。